# Дарапськіт
Дарапськіт (рос. дарапскіт; англ. darapskite; нім. Darapskit m) — мінерал, водний сульфат-нітрат натрію острівної будови.

## Історія
Дарапскіт вперше був виявлений в Пампа-дель-Торо в чилійському регіоні Антофагаста і описаний в 1891 році Августом Дітце, який назвав мінерал на честь німецько-чилійського хіміка і мінералога Людвіга Дарапського (1857-1916).

## Загальний опис
Дарапськіт — мінерал, водний сульфат-нітрату натрію острівної будови, один з головних мінералів деяких селітряних родовищ.
Хімічна формула: Na3NO3SO4H2O. Містить(%): Na2О — 37,94: N2O5 — 22,04; SO3 — 32,67; H2O — 7,35.
Сингонія моноклінна.
Густина 2,2.
Твердість 2,5.
Безбарвний. Прозорий.
Асоціація: нітронатрит, селітра, бльодит, мірабіліт, епсоміт, галіт, ангідрит.
Один з головних мінералів деяких чилійських селітряних родовищ.
Зустрічається разом з натрієвою селітрою, бльодитом, галітом та ангідритом. Виявлений у родовищах нітратів у Чилі (регіон Антофагаста, Пампа-дель-Торо, Чукікамата), головним чином у порожнинах або тріщинах. Також знайдений у солоному посушливому ґрунті (Долина Смерті, Каліфорнія, національний парк Біг-Бенд, штат Техас, США; Антарктида — навколо гори Еребус і в долині Райта, Земля Вікторії). Крім того, присутній як компонент «квітів» та інших печерних інкрустацій, нітратів, що, ймовірно, надходять із сечею та гуано.